# Långtjärnen (Sundborns socken, Dalarna, 672489-151250)
Långtjärnen är en sjö i Falu kommun i Dalarna och ingår i Gavleåns huvudavrinningsområde.